# Missouri
|  | Per a altres significats, vegeu «Missouri (desambiguació)». |

Missouri és un estat dels Estats Units d'Amèrica situat a la regió del Mig Oest. Anomenat en honor de la tribu siouan. La seva capital és Jefferson City.
En aquest estat conflueixen els dos principals rius d'Amèrica del nord, el Mississipi i el Missouri.

## Demografia
Segons el cens dels EUA del 2000, a l'estat hi havia censats 62.640 amerindis nord-americans (1,1%). Per tribus, les principals són els cherokees (24.468), choctaw (2.083), blackfoot (2.017), sioux (1.933), apatxes (1.119), iroquesos (1.104), creek (821), osage (736) i chickasaw (541).